# Alt Urgell
Pour les articles homonymes, voir Urgell (homonymie).
L'Alt Urgell (Le Haut Urgell)  est une comarque de Catalogne dans la province de Lleida. 

## Géographie
Elle fait partie de Alt Pirineu i Aran, et est voisine de l'Andorre au nord, des comarques de la Cerdanya, Berguedà et Solsonès à l'est, de celles de Noguera, Pallars Jussà et Pallars Sobirà à l'ouest. Elle constitue le noyau originel du Comté d'Urgell.
La comarque se distingue par le parc naturel de Cadi-Moixero, l'un des plus vastes de la Catalogne (413 km2). Culminant à 2 648 mètres, ce formidable massif est traversé par le GR 107 qui suit le « Chemin des Bonshommes », les Cathares qui fuirent la France au XIIIe siècle.

## Liste des communes
| Nom de la commune      | Superficie km² | Population (2005) | Densité hab./km² |
| ---------------------- | -------------- | ----------------- | ---------------- |
| Alàs i Cerc            | 57,65          | 406               | 7,04             |
| Arsèguel               | 10,58          | 92                | 8,70             |
| Bassella               | 70,25          | 261               | 3,72             |
| Cabó                   | 80,33          | 108               | 1,34             |
| Cava                   | 42,91          | 60                | 1,42             |
| Coll de Nargó          | 151,41         | 600               | 3,96             |
| El Pont de Bar         | 42,64          | 158               | 3,71             |
| Estamariu              | 21,18          | 119               | 5,62             |
| Fígols i Alinyà        | 101,78         | 273               | 2,68             |
| Josa i Tuixén          | 68,16          | 170               | 2,49             |
| La Seu d'Urgell        | 15,44          | 12 317            | 797,73           |
| La Vansa i Fórnols     | 106,08         | 191               | 1,80             |
| Les Valls d'Aguilar    | 123,81         | 315               | 2,54             |
| Les Valls de Valira    | 171,26         | 810               | 4,73             |
| Montferrer i Castellbò | 176,68         | 856               | 4,84             |
| Oliana                 | 32,38          | 1932              | 59,67            |
| Organyà                | 12,54          | 960               | 76,56            |
| Peramola               | 56,16          | 373               | 6,64             |
| Ribera d'Urgellet      | 106,96         | 935               | 8,74             |

## Histoire
Autrefois, des moissonneurs saisonniers des vallées françaises du Haut-Salat passaient la frontière par le port de Martérat et descendaient le Vall de Cardos afin de louer leurs bras vers la Seu d'Urgell et l'Alt Urgell.

## Gastronomie
- Fromage de l'Alt Urgell i la Cerdanya, AOP depuis 2000.